# Земляничний (Ульяновська область)
Земляничний (рос. Земляничный) — селище в Бариському районі Ульяновської області Російської Федерації.
Населення становить 548 осіб. Входить до складу муніципального утворення Земляничненське сільське поселення.

## Історія
Від 2004 року входить до складу муніципального утворення Земляничненське сільське поселення.

## Населення
| 2010 |
| ---- |
| 548  |